# Cubry
Ne doit pas être confondu avec Cubrial.
Pour la rivière, affluent de la Marne, voir Cubry (rivière).
Cubry est une commune française située dans le département du Doubs, la région culturelle et historique de Franche-Comté et la région administrative Bourgogne-Franche-Comté.

## Géographie

### Toponymie
Cubry en 1187 ; Cubry-les-Rougemont en 1760 pour le distinguer de Cubry-les-Faverney au même bailliage de Vesoul ; Cubry depuis 1805.

### Climat
Pour des articles plus généraux, voir Climat de la Bourgogne-Franche-Comté et Climat du Doubs.
En 2010, le climat de la commune est de type climat de montagne, selon une étude du Centre national de la recherche scientifique s'appuyant sur une série de données couvrant la période 1971-2000. En 2020, Météo-France publie une typologie des climats de la France métropolitaine dans laquelle la commune est exposée à un climat semi-continental et est dans la région climatique  Lorraine, plateau de Langres, Morvan, caractérisée par un hiver rude (1,5 °C), des vents modérés et des brouillards fréquents en automne et hiver. 
Pour la période 1971-2000, la température annuelle moyenne est de 9,9 °C, avec une amplitude thermique annuelle de 17,1 °C. Le cumul annuel moyen de précipitations est de 1 204 mm, avec 13,6 jours de précipitations en janvier et 10,6 jours en juillet. Pour la période 1991-2020, la température moyenne annuelle observée sur la station météorologique de Météo-France la plus proche, « Villersexel Sa », sur la commune de Villersexel à 7 km à vol d'oiseau, est de 10,8 °C et le cumul annuel moyen de précipitations est de 1 037,9 mm. 
La température maximale relevée sur cette station est de 38,4 °C, atteinte le 8 août 2003 ; la température minimale est de −19,4 °C, atteinte le 20 décembre 2009,,. 
Les paramètres climatiques de la commune ont été estimés pour le milieu du siècle (2041-2070) selon différents scénarios d'émission de gaz à effet de serre à partir des nouvelles projections climatiques de référence DRIAS-2020. Ils sont consultables sur un site dédié publié par Météo-France en novembre 2022.

## Urbanisme

### Typologie
Au 1er janvier 2024, Cubry est catégorisée commune rurale à habitat dispersé, selon la nouvelle grille communale de densité à 7 niveaux définie par l'Insee en 2022.
Elle est située hors unité urbaine et hors attraction des villes,.

### Occupation des sols
L'occupation des sols de la commune, telle qu'elle ressort de la base de données européenne d’occupation biophysique des sols Corine Land Cover (CLC), est marquée par l'importance des territoires agricoles (59,3 % en 2018), une proportion sensiblement équivalente à celle de 1990 (58,8 %). La répartition détaillée en 2018 est la suivante : 
zones agricoles hétérogènes (31,9 %), forêts (29,7 %), prairies (27,4 %), espaces verts artificialisés, non agricoles (9,7 %), zones industrielles ou commerciales et réseaux de communication (1,4 %). L'évolution de l’occupation des sols de la commune et de ses infrastructures peut être observée sur les différentes représentations cartographiques du territoire : la carte de Cassini (XVIIIe siècle), la carte d'état-major (1820-1866) et les cartes ou photos aériennes de l'IGN pour la période actuelle (1950 à aujourd'hui).

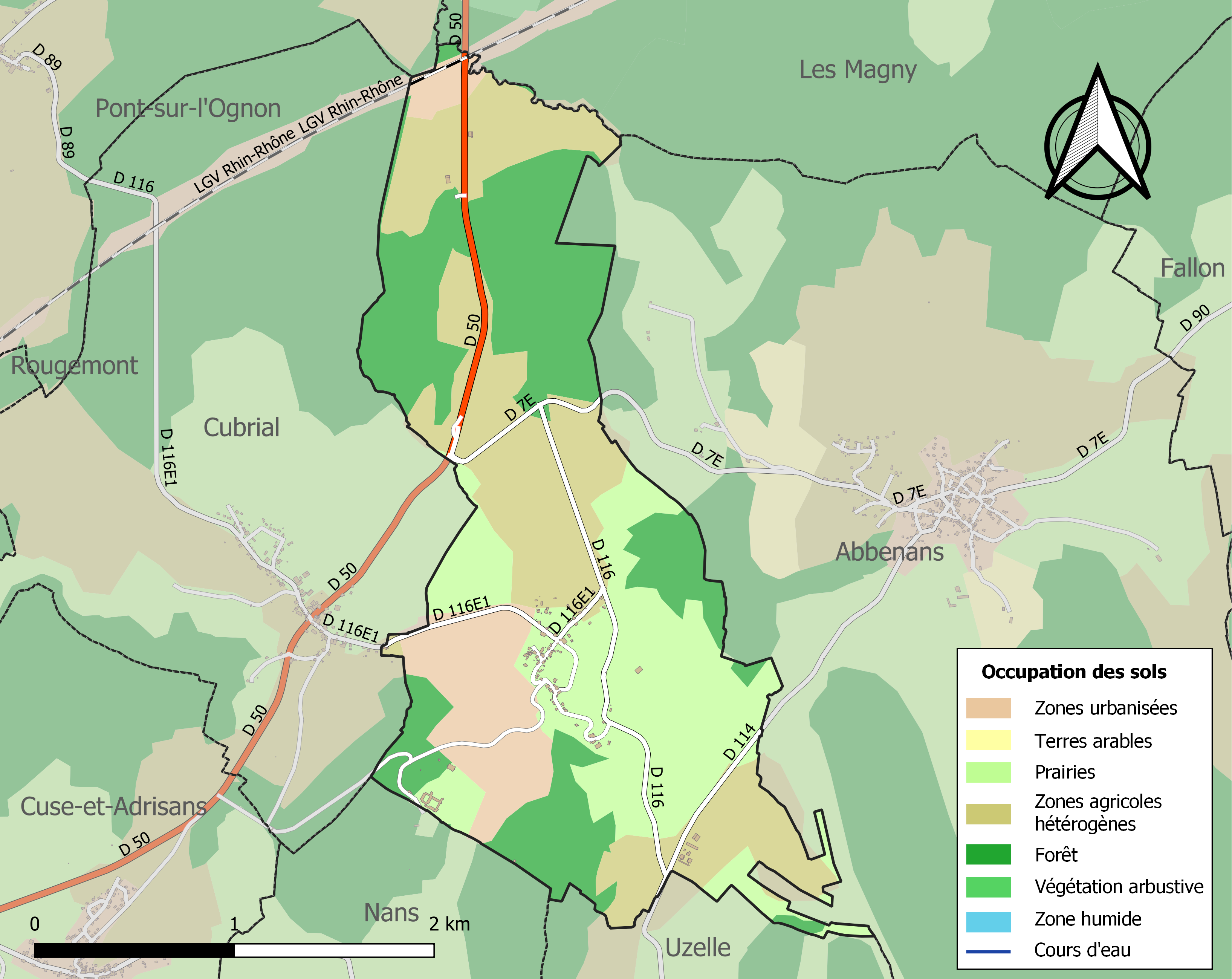
Carte des infrastructures et de l'occupation des sols de la commune en 2018 (CLC).

## Politique et administration

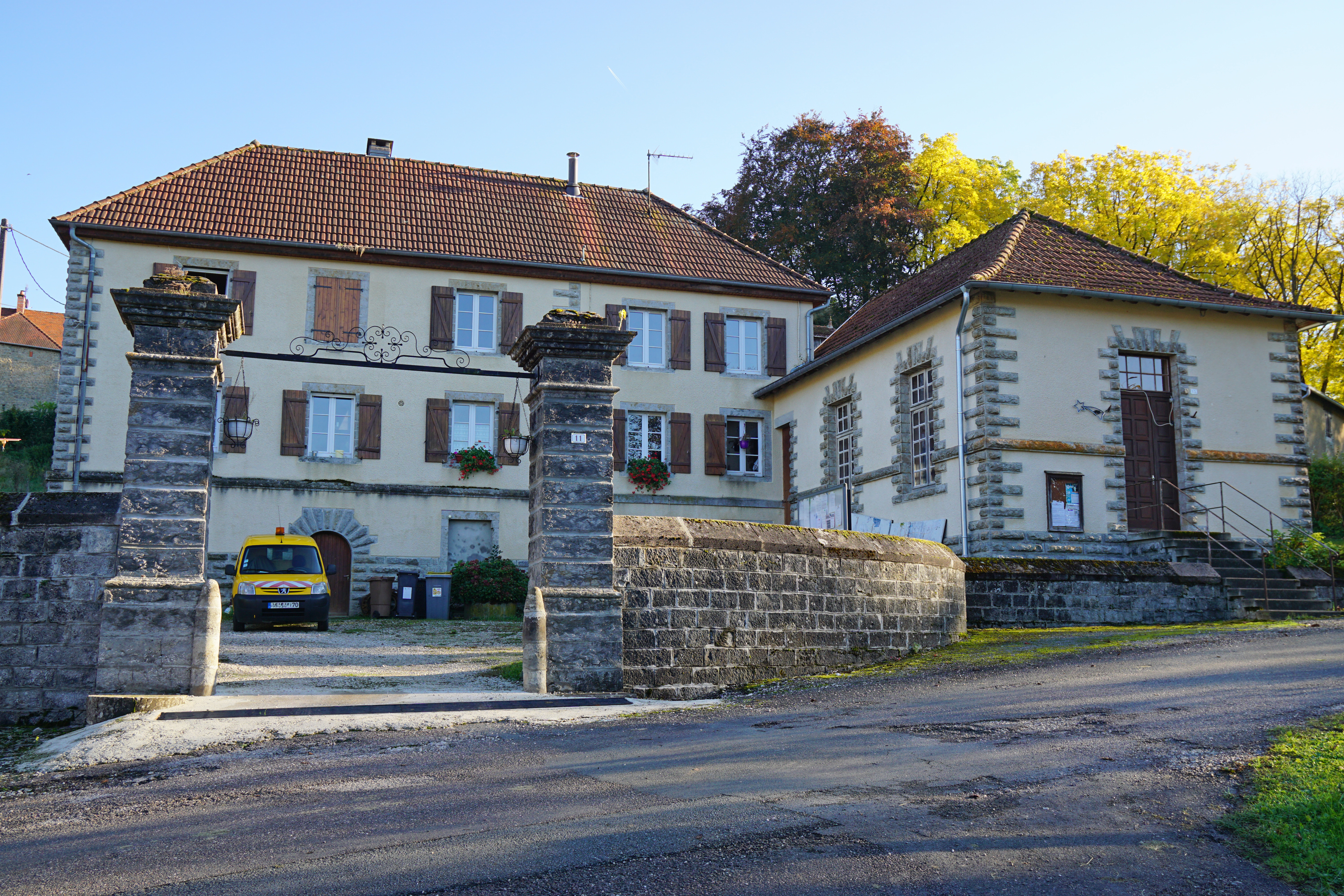
La mairie.

| Période                                  | Période                     | Identité                                               | Étiquette | Qualité                |
| ---------------------------------------- | --------------------------- | ------------------------------------------------------ | --------- | ---------------------- |
| avant 1986                               |                             | Léonel de Moustier                                     | UDF-DVD   | Directeur d'entreprise |
| mars 2001                                | 2017                        | Jean-Michel Lamotte                                    | DVD       | Retraité               |
| 2017                                     | En cours (au 1er juin 2020) | Jean-Nicolas Gruneisen, Réélu pour le mandat 2020-2026 |           |                        |
| Les données manquantes sont à compléter. |                             |                                                        |           |                        |

## Démographie
L'évolution du nombre d'habitants est connue à travers les recensements de la population effectués dans la commune depuis 1793. Pour les communes de moins de 10 000 habitants, une enquête de recensement portant sur toute la population est réalisée tous les cinq ans, les populations de référence des années intermédiaires étant quant à elles estimées par interpolation ou extrapolation. Pour la commune, le premier recensement exhaustif entrant dans le cadre du nouveau dispositif a été réalisé en 2006.

En 2022, la commune comptait 102 habitants, en évolution de +17,24 % par rapport à 2016 (Doubs : +1,88 %, France hors Mayotte : +2,11 %).
| 1793 | 1800 | 1806 | 1821 | 1831 | 1836 | 1841 | 1846 | 1851 |
| ---- | ---- | ---- | ---- | ---- | ---- | ---- | ---- | ---- |
| 280  | 229  | 301  | 325  | 377  | 420  | 427  | 421  | 427  |

| 1856 | 1861 | 1866 | 1872 | 1876 | 1881 | 1886 | 1891 | 1896 |
| ---- | ---- | ---- | ---- | ---- | ---- | ---- | ---- | ---- |
| 337  | 369  | 351  | 314  | 330  | 309  | 317  | 289  | 289  |

| 1901 | 1906 | 1911 | 1921 | 1926 | 1931 | 1936 | 1946 | 1954 |
| ---- | ---- | ---- | ---- | ---- | ---- | ---- | ---- | ---- |
| 304  | 303  | 313  | 219  | 201  | 215  | 197  | 157  | 145  |

| 1962 | 1968 | 1975 | 1982 | 1990 | 1999 | 2006 | 2011 | 2016 |
| ---- | ---- | ---- | ---- | ---- | ---- | ---- | ---- | ---- |
| 126  | 96   | 82   | 106  | 105  | 70   | 75   | 81   | 87   |

| 2021 | 2022 | - | - | - | - | - | - | - |
| ---- | ---- | - | - | - | - | - | - | - |
| 99   | 102  | - | - | - | - | - | - | - |

## Lieux et monuments
- Le château de Bournel et sa chapelle sont classés monument historique le 28 août 1989 alors que les communs, les écuries et la ferme ainsi que la tour d'Orival ont été inscrits[21].

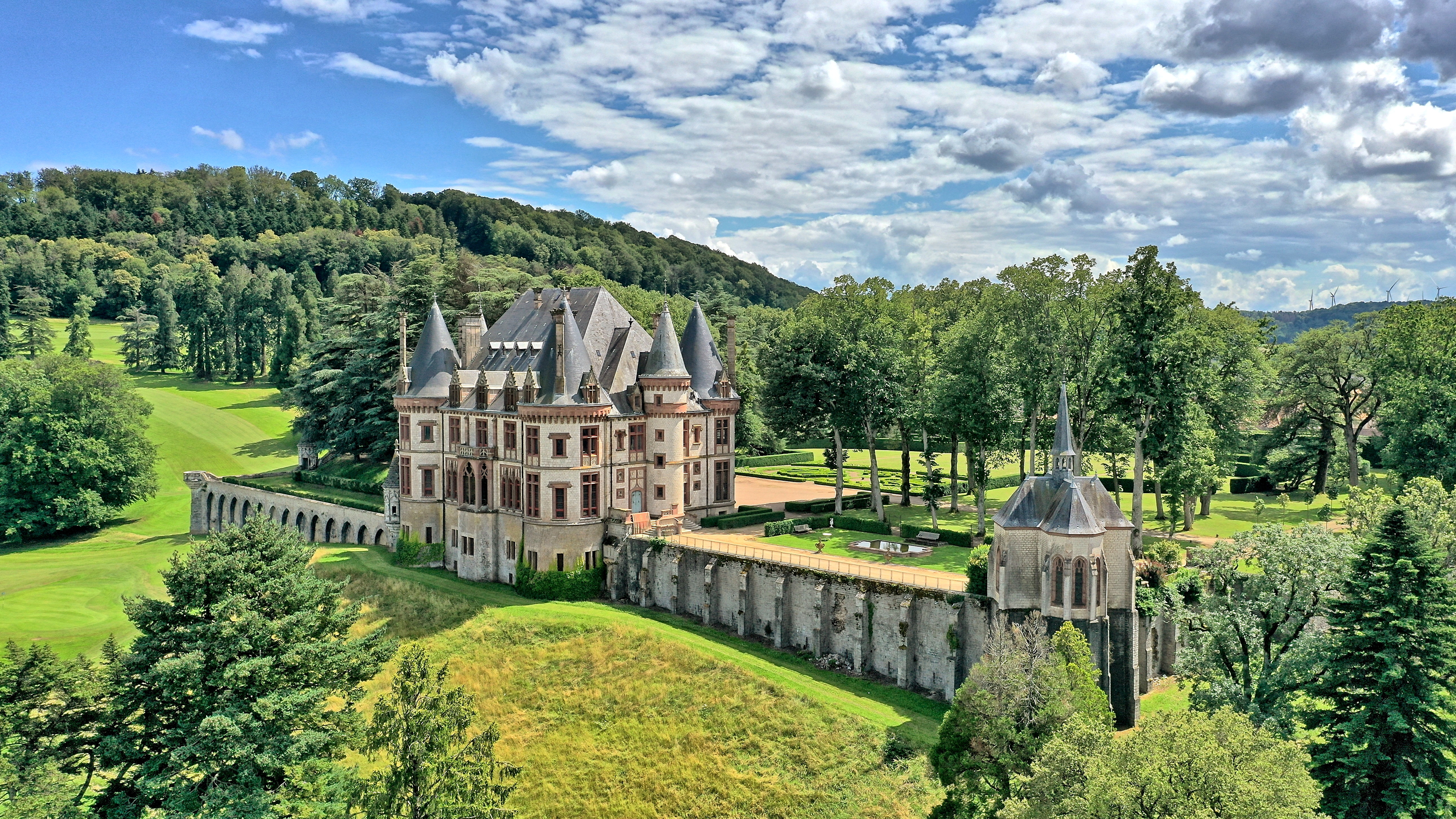
Le château et sa chapelle.
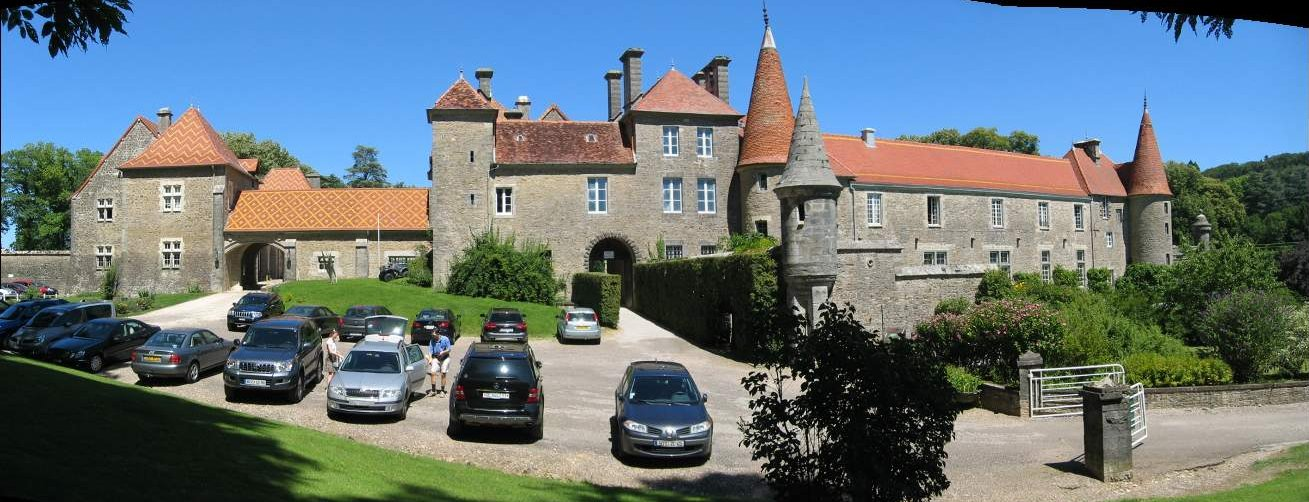
Le "vieux château".

- L'église est du XIXe siècle avec son clocher comtois aux tuiles colorées[22]. L'église possède une peinture sur le mur intérieur au dessus de la porte d'entrée. Elle représente la Cène et a été réalisée par le peintre Pascal Jean Dagnan, dit Dagnan-Bouveret (1852-1929) aidé de Robert-André Bouroult, (1894-1975) et de Robert Fernier (1895-1977).

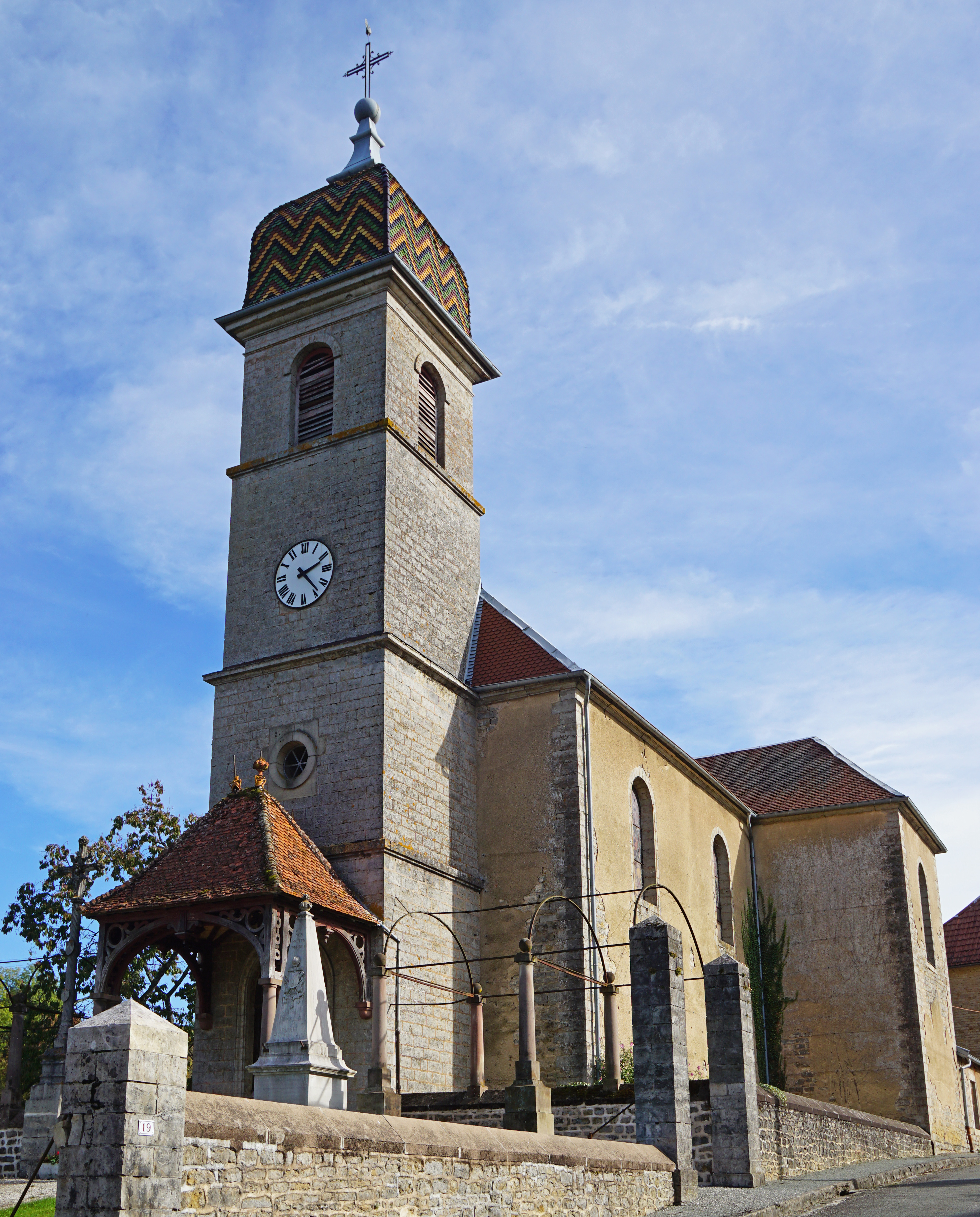
L'église.
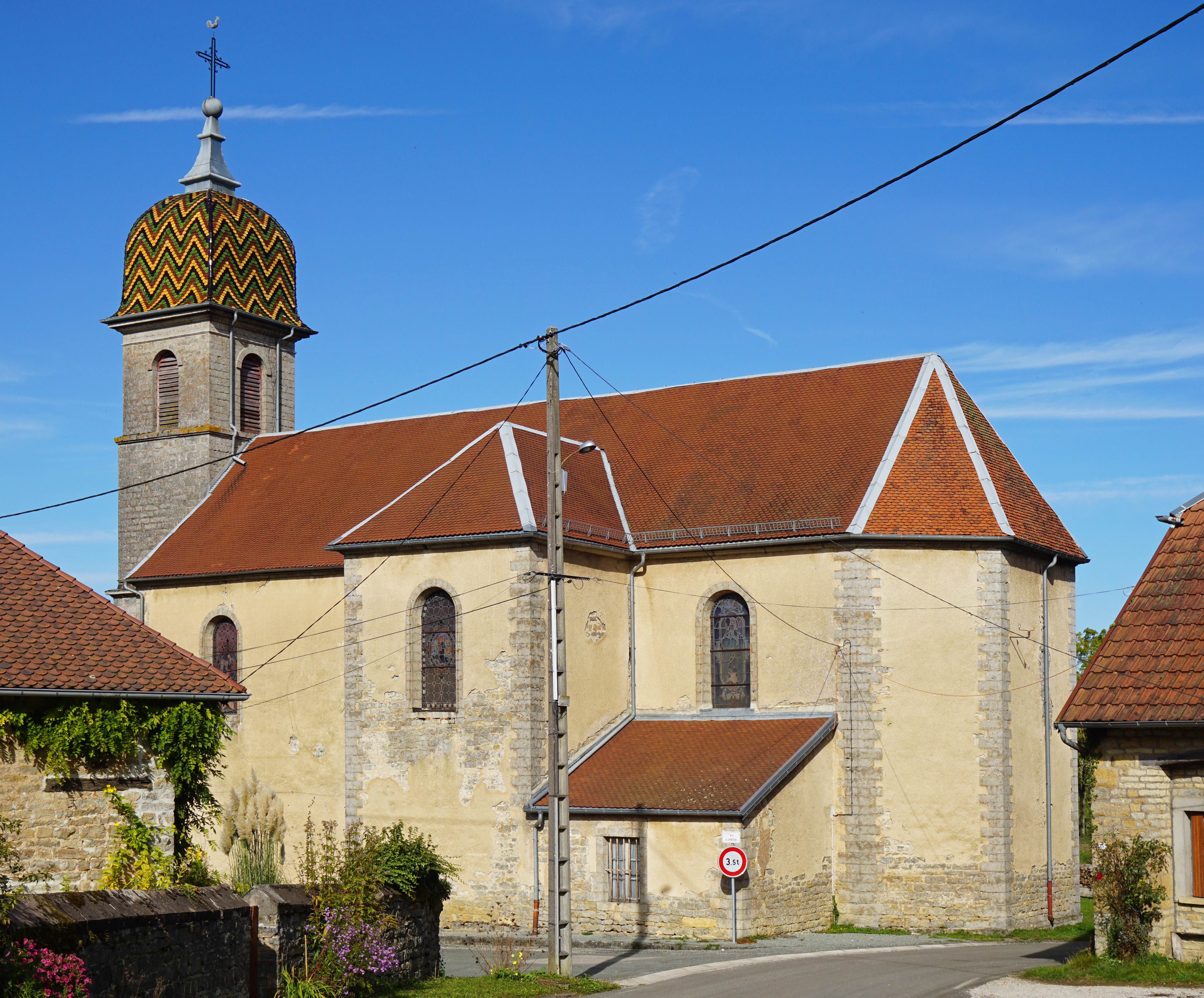
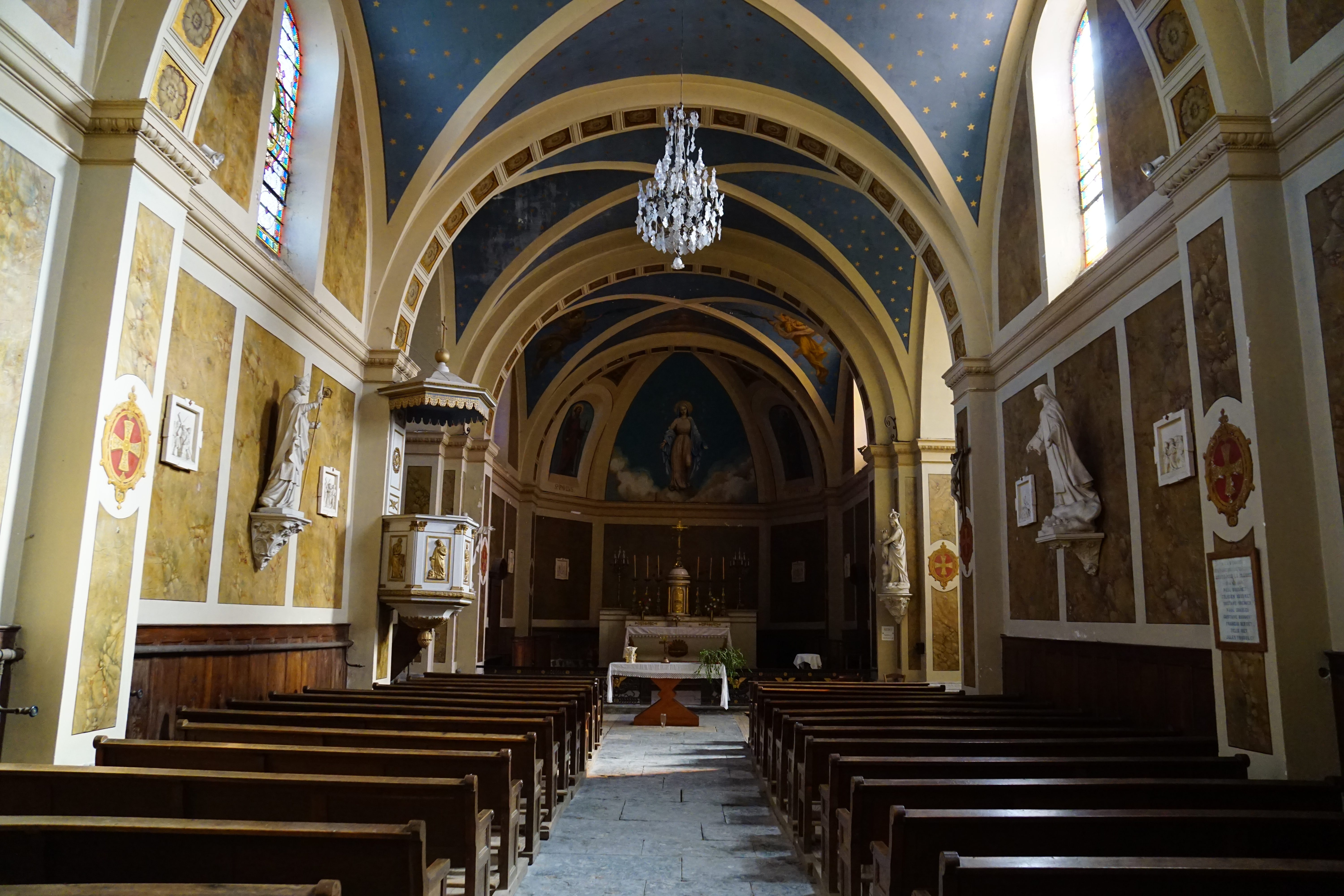
L'intérieur.
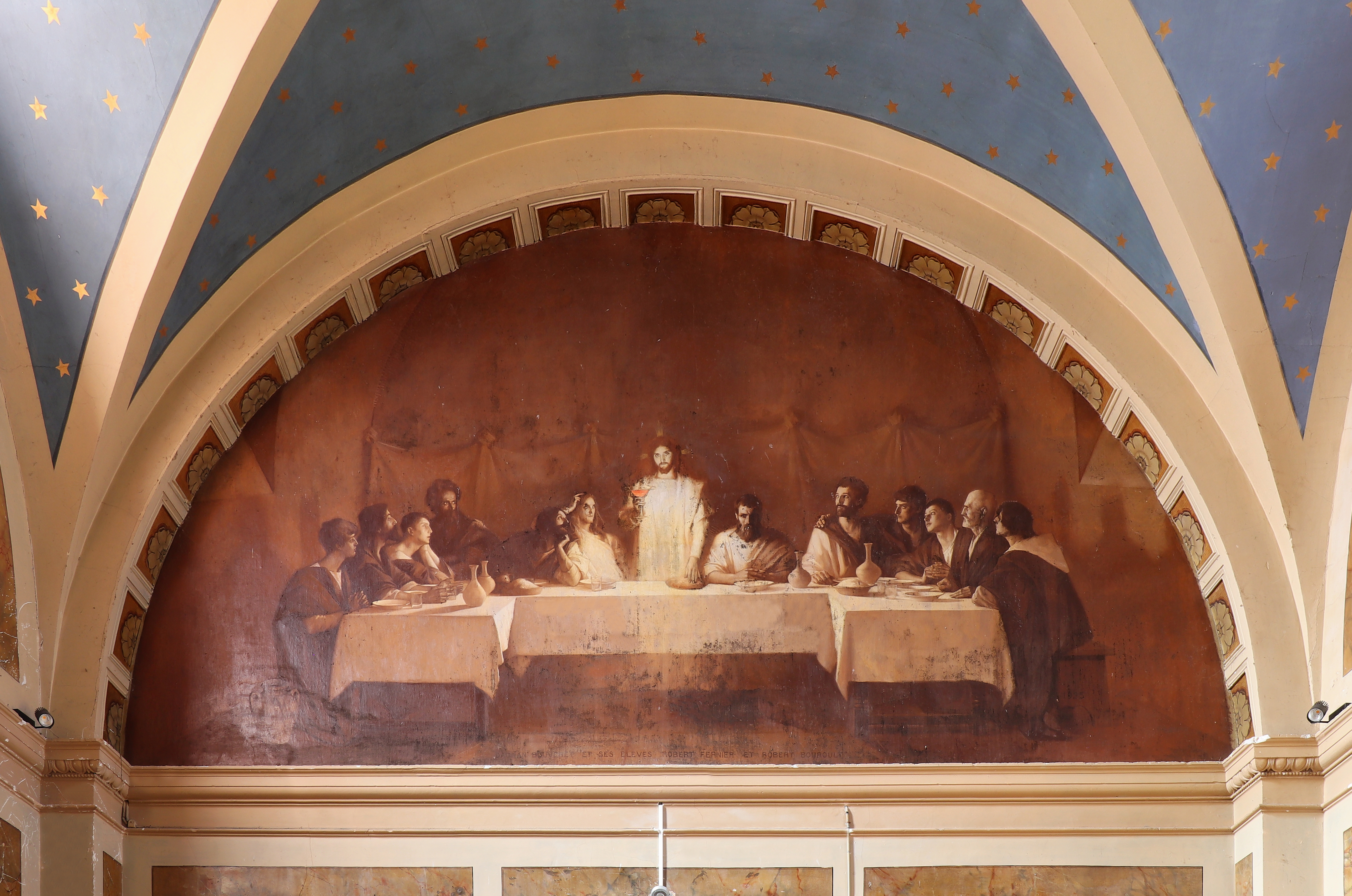

- Les fontaines.

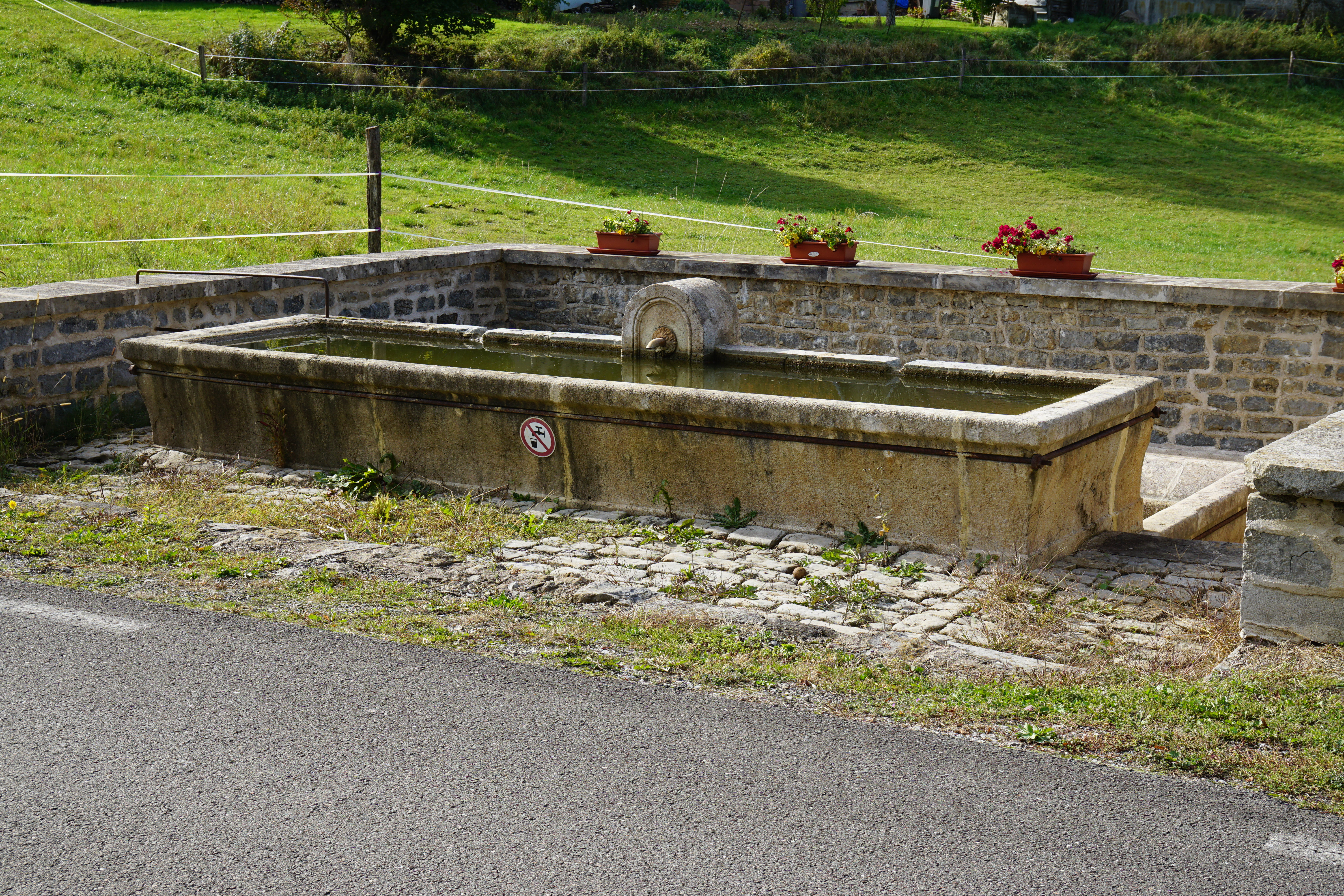
Fontaine.
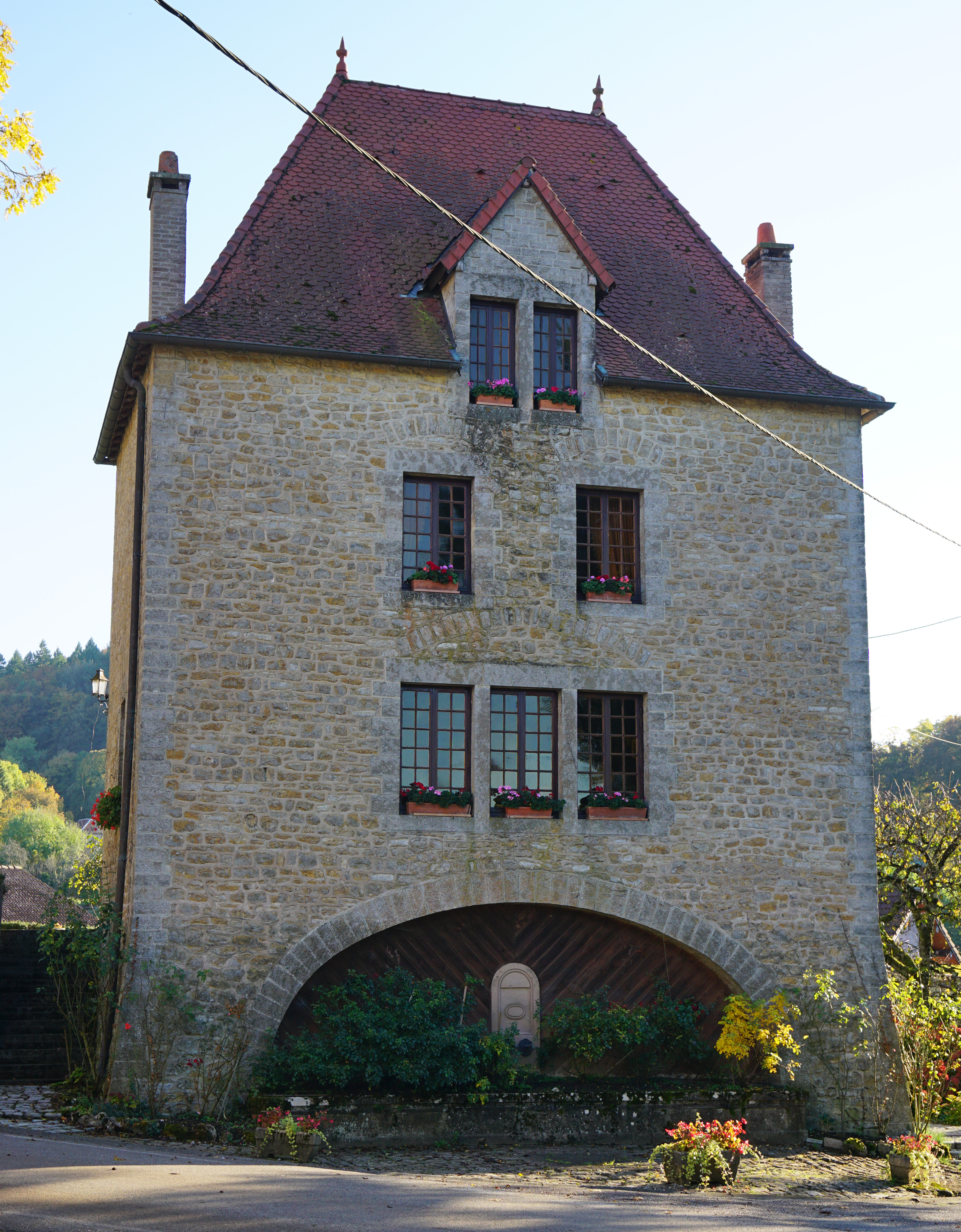
Tour avec fontaine.
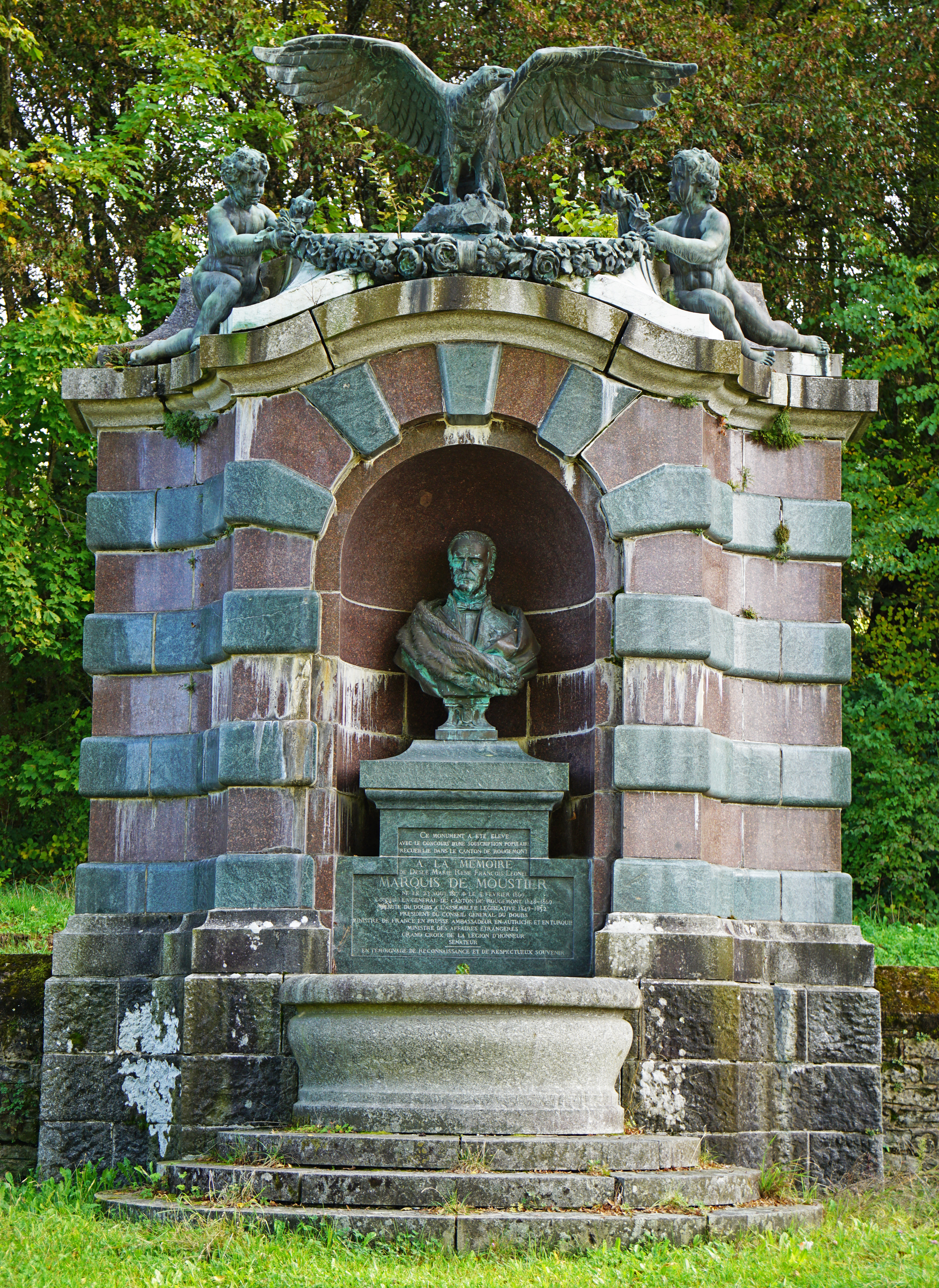
Monument dédié à Léonel de Moustier.

- La petite chapelle et le monument aux morts.

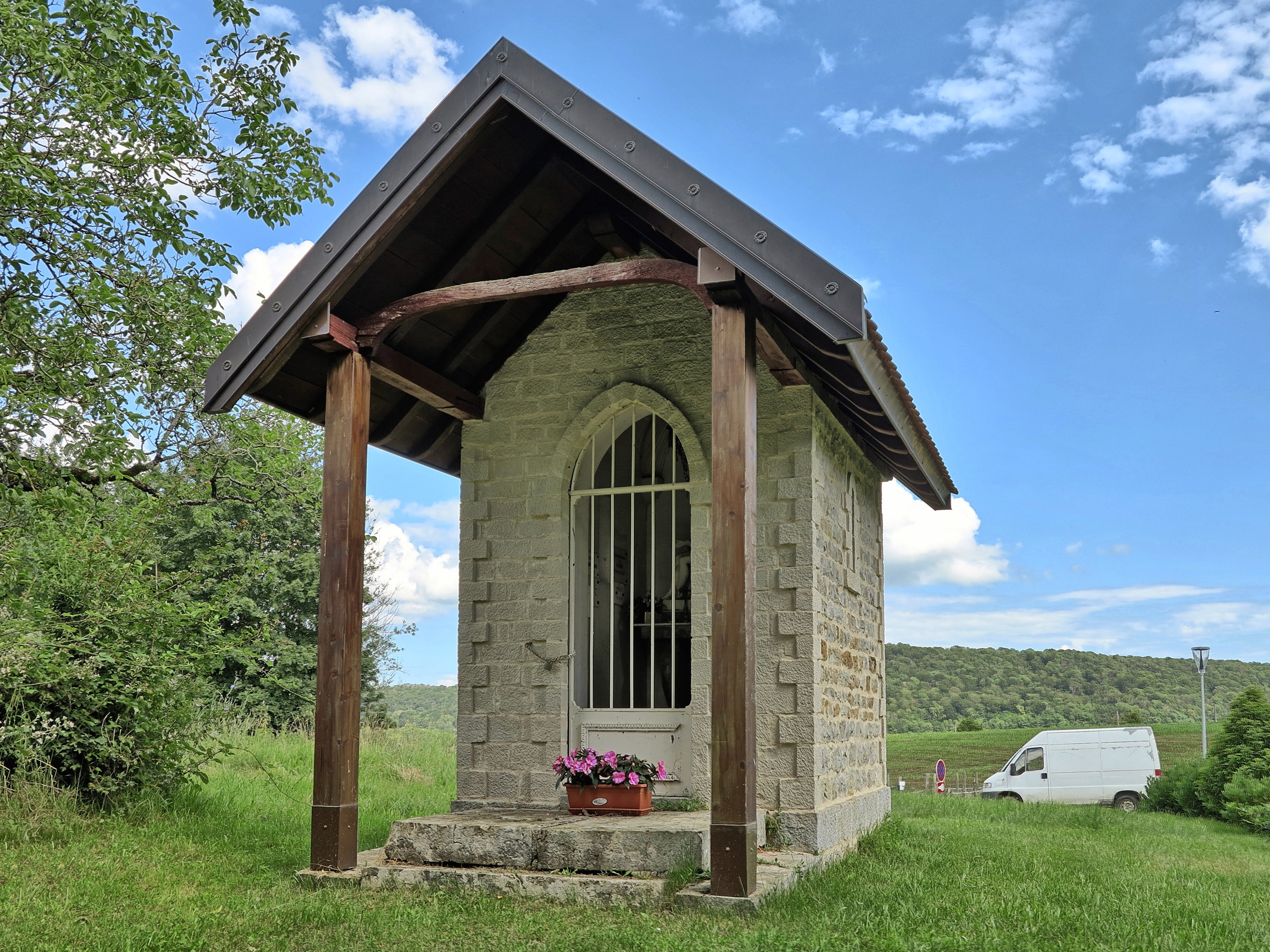
La chapelle.
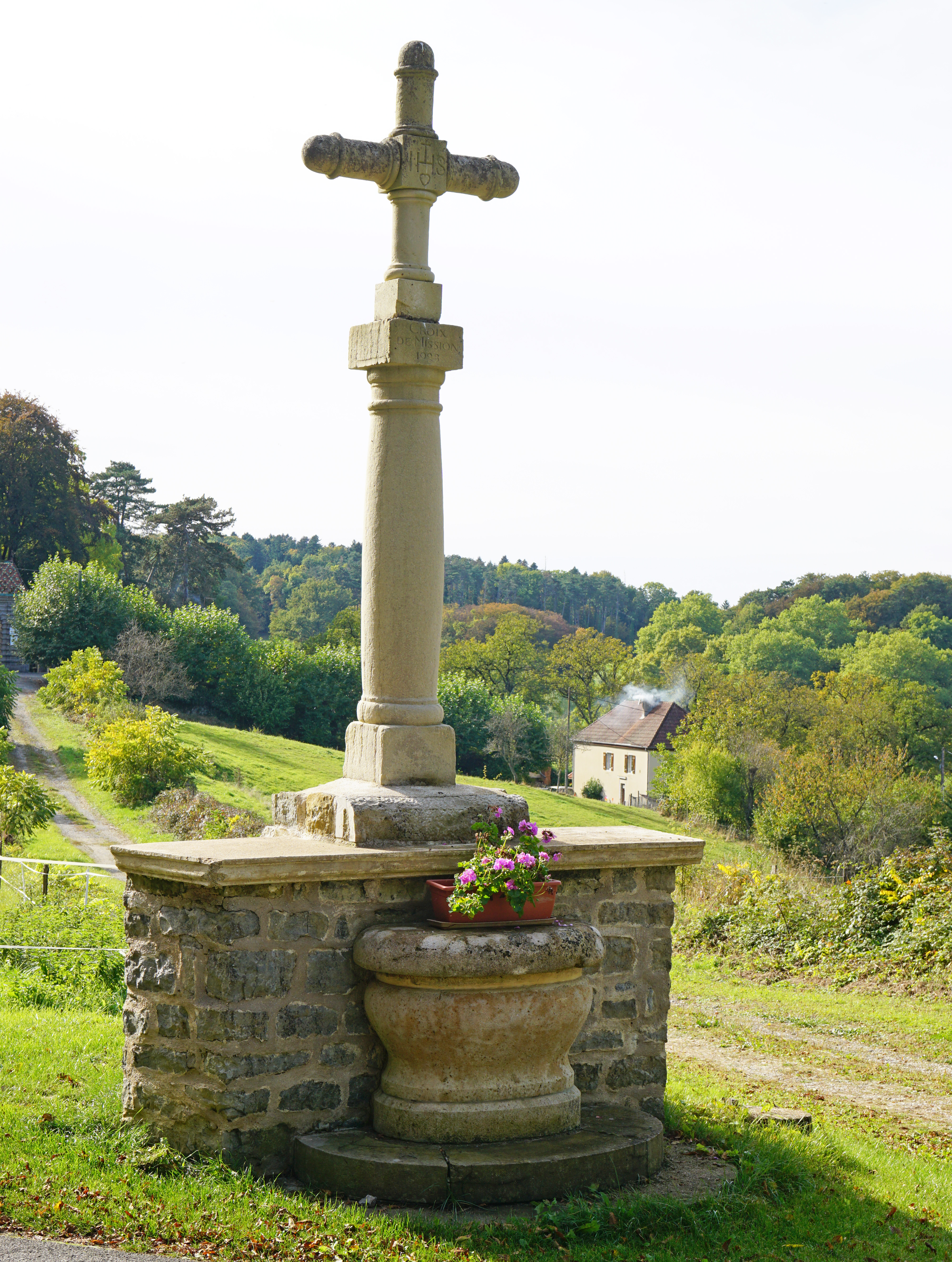
Croix.
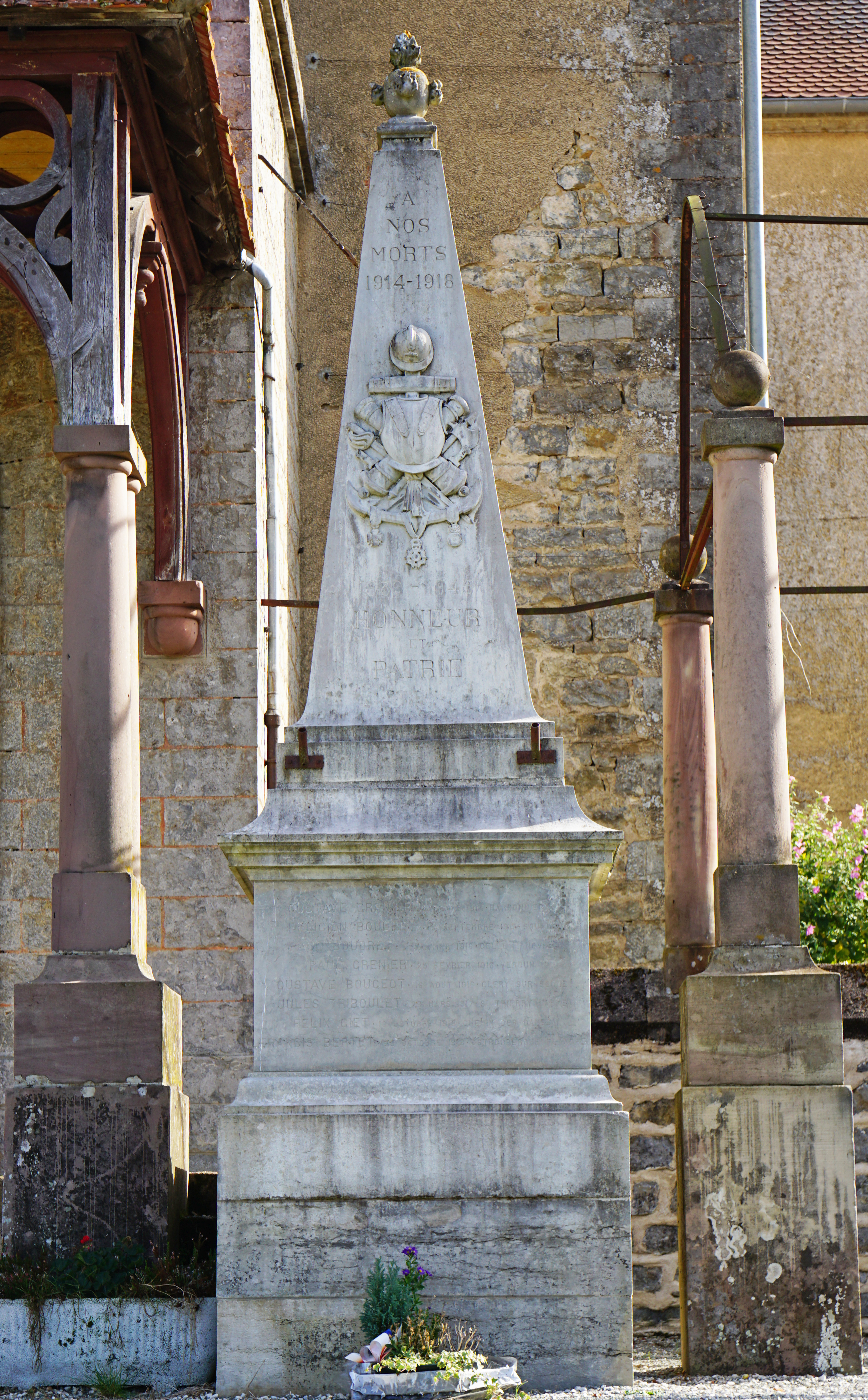
Monument aux morts.